# Monoceronychus panici
Monoceronychus panici är en spindeldjursart som beskrevs av James P. Tuttle och Baker 1968. Monoceronychus panici ingår i släktet Monoceronychus och familjen Tetranychidae. Inga underarter finns listade i Catalogue of Life.